# Fritz Hirsch (Bauhistoriker)

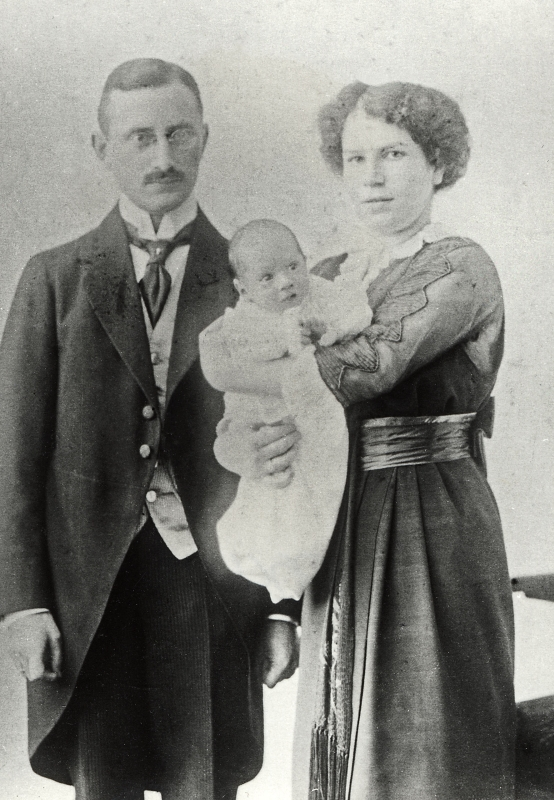
Fritz Hirsch mit Frau und Kind (1910)

Fritz Hirsch, eigentlich Friedrich Hirsch, (* 21. April 1871 in Konstanz; † 18. Juli 1938 in Baden-Baden) war ein deutscher Bauhistoriker, Architekt, badischer Baubeamter und Pionier der staatlichen Denkmalpflege.

## Leben und Werk
Fritz Hirschs Vater Nathan war Fabrikant in Konstanz, seine Mutter Ida Hirsch geborene Moos entstammte einer Kaufmannsfamilie in Buchau. Ursprünglich israelitisch, war sein Elternhaus konfessionslos. 1889 machte Hirsch in Konstanz Abitur und studierte Architektur und Kunstgeschichte an der Technischen Hochschule Karlsruhe und an der Technischen Hochschule München. In Karlsruhe trat er 1889 der Burschenschaft Germania (heute Karlsruher Burschenschaft Teutonia) bei. Ab 1895 arbeitete er als Baupraktikant bei den großherzoglich badischen Bezirksbauinspektionen Konstanz und Heidelberg und promovierte 1897 an der Ruprecht-Karls-Universität Heidelberg über den Barock-Bildhauer Hans Morinck. Im selben Jahr nahm er eine Lehrerstelle an der Baugewerkschule Lübeck an.
1900 arbeitete er nach dem bestandenen zweiten Staatsexamen als Regierungsbaumeister (Assessor) in Heidelberg, 1905 als Bezirksbauinspektor in Bruchsal. Die umfangreiche Sanierung von Schloss und Peterskirche Bruchsal unter seiner Leitung bis 1909 war wegweisend für die moderne staatliche Bau- und Kunstdenkmalpflege. Er brach radikal mit dem romantisierenden und eklektischen Arbeitsstil des Historismus und setzte an dessen Stelle vor allem exaktes Quellenstudium sowie Analyse und Dokumentation des Vorgefundenen. So rekonstruierte er mit Hilfe von Farbresten und Archivalien die farbigen barocken Fassaden. Ab 1913 lebte Fritz Hirsch mit seiner Familie in Karlsruhe und war als Hochbautechnischer Referent beim Badischen Finanzministerium verantwortlich für die Restaurierung u. a. von Schloss und Schlossgarten in Schwetzingen, Schloss und Hofkirche in Rastatt, Stadtkirche und Münze in Karlsruhe sowie des Konstanzer Münsters. 1918 stieg er zum Ministerialrat beim Badischen Finanzministerium auf. Ab 1920 hatte er eine Honorarprofessur an der Technischen Hochschule Karlsruhe inne und lehrte dort Geschichte der Architektur und Christliche Kunst. In Baden war er auch Bauberater für den Evangelischen Oberkirchenrat. Ab 1921 wohnte die Familie im um 1850 von Heinrich Hübsch entworfenen Wohnhaus des Hofgartendirektors zwischen Staatlicher Kunsthalle und Botanischem Garten in Karlsruhe.
Fritz Hirsch war mit Anna geb. Bornschein (1878–1929) verheiratet. Die Ehefrau brachte eine Tochter mit in die Ehe, die spätere Schauspielerin Anneliese Born(-Schoenhals). Das Paar hatte einen gemeinsamen Sohn Peter, geboren 1910 in Bruchsal. 1939 emigrierte dieser in die USA und änderte seinen Familiennamen in Hurst. 
Hirschs Arbeiten als Architekt sind unspektakulär und wenig umfangreich. Erhalten ist z. B. das 1928–1930 gebaute Studentenhaus des heutigen Karlsruher Instituts für Technologie. Nach seinem Entwurf wurde auch die Wallfahrtskirche Unserer Lieben Frau in Todtmoos im Schwarzwald erweitert und mit einem neuen Turm versehen.
Bekannt wurde Hirsch für seine maßgeblichen baugeschichtlichen Abhandlungen. Seine drei wohl bekanntesten Arbeiten sind:
- Das Konstanzer Häuserbuch, Band 1 (1906); Bei der festlichen Übergabe an den badischen Großherzog Friedrich I. erhielt allerdings nur sein Kollege Konrad Beyerle Orden und Würdigung.
- Die reich bebilderte Publikation Das Bruchsaler Schloss, aus Anlass seiner Renovation (1900–1909) mit dem Tafelteil, Hirsch-Mappe genannt, ist besonders nach den Kriegszerstörungen ein wichtiges Quellenwerk zum Thema.
- Das zweibändige Werk zur Karlsruher Bau- und Kulturgeschichte 100 Jahre Bauen und Schauen, von dessen nach 1933 erschienenen Lieferungen ein großer Teil dem Vandalismus von NS-Behörden zum Opfer gefallen sein muss.

Hirsch war auch Herausgeber der Zeitschrift für Geschichte der Architektur, erschienen mit Beiheften von 1907 bis 1925.
Um seine Pläne für eine farbliche Neugestaltung z. B. von Schloss Schwetzingen oder die rot-weiße Fassade der Karlsruher Münze gab es 1930/1931 wütende Kontroversen und wüste Angriffe auf den als ehrgeizig und reizbar bezeichneten Baubeamten Hirsch, z. T. mit antisemitischem Unterton. Im Januar 1933 entzog ihm die Hochschule „aus Ersparnisgründen“ den Lehrauftrag, im April 1933 wurde er wegen seiner jüdischen Abstammung von den Nazis aus allen Ämtern gedrängt und zog sich (etwa Anfang 1934) nach Baden-Baden zurück.
In der Todesanzeige vom 20. Juli 1938 kam noch eine wohlwollende Stimme zu Wort: „Ein aufrechter Mann musste zu früh von seiner Lebensaufgabe gehen, die der Heimat geweiht war. Prof. Dr. Fritz Hirsch, Großherzoglicher Ministerialrat a. D., Ehrenbürger der Städte Bruchsal und Schwetzingen, Ehrensenator der Universität Freiburg i. Br., Ritter hoher Orden“.
Die Stadt Bruchsal benannte eine Fritz-Hirsch-Straße nach ihrem Ehrenbürger.

## Werk

### Schriften
- Hans Morinck. (= Sonderabdruck aus dem Repertorium für Kunstwissenschaft, XX. Band, 4. Heft). Spemann, Berlin / Stuttgart 1897.
- Von den Universitätsgebäuden in Heidelberg. Ein Beitrag zur Baugeschichte der Stadt. Winter, Heidelberg 1903.
- Die Petrikirche. (= Die Bau- und Kunstdenkmäler der Freien und Hansestadt Lübeck, Teil 2,1.) Nöhring, Lübeck o. J. (1905).
- Konstanzer Häuserbuch. Band 1: Bauwesen und Häuserbau. Winter, Heidelberg 1906.
- Das Bruchsaler Schloss, aus Anlass seiner Renovation (1900–1909). Winter, Heidelberg 1910. (Digitalisat)
- Das sogenannte Skizzenbuch Balthasar Neumanns. Ein Beitrag zur Charakteristik des Meisters und zur Philosophie der Baukunst. Winter, Heidelberg 1912.
- Der Weg zur Kunst unter besonderer Berücksichtigung des Studiums der Baukunst. Winter, Heidelberg 1922.
- Rastatt, Schloss und Stadt. Band 1: Die Topographie. Winter, Heidelberg 1923.
- 100 Jahre Bauen und Schauen. Ein Buch für Jeden, der sich mit Architektur aus Liebe beschäftigt, oder weil sein Beruf es so will. Zugleich ein Beitrag zur Kunsttopographie des Großherzogtums Baden unter besonderer Berücksichtigung der Residenzstadt Karlsruhe. Badenia, Karlsruhe 1928–1938. (Digitalisat bei der Badischen Landesbibliothek)

### Bauten und Entwürfe

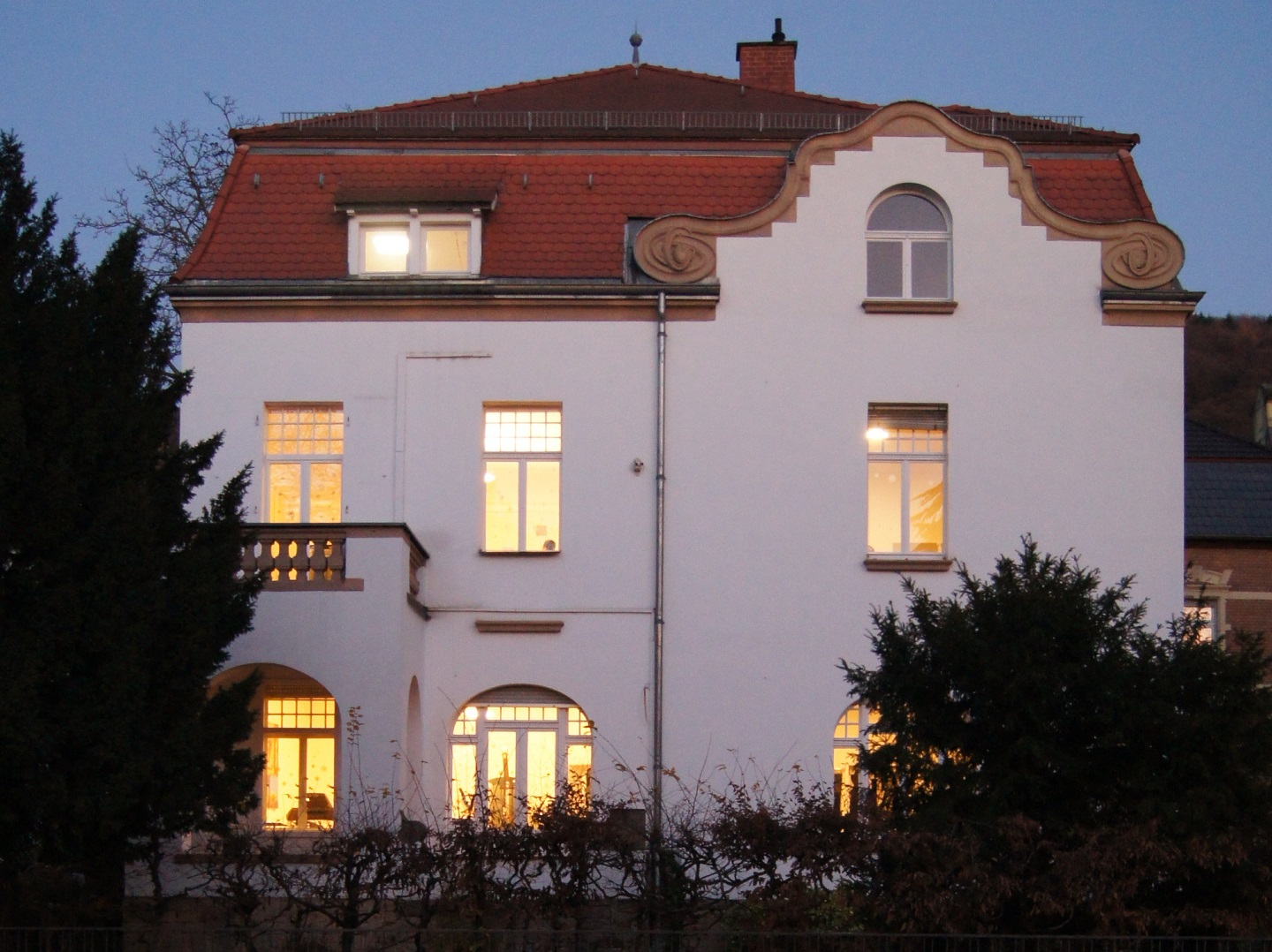
Villa Sillib in Heidelberg

- 1901: Villa für Rudolf Sillib in Heidelberg, Kußmaulstraße 10
- 1905: Villa für Max Strauß in Bruchsal, Franz-Bläsi-Straße 18
- 1926: Vermessungsamt mit Dienstwohngebäude in Bühl, Alban-Stolz-Straße 2–4
- 1928–1930: Studentenhaus der Technischen Hochschule Karlsruhe
- Kliniken in Bruchsal, Heidelberg und Freiburg